# Manor House (métro de Londres)
Manor House est une station de la Piccadilly line du métro de Londres. Elle est la seule station du métro qui se trouve dans le quartier de Hackney ; mais la frontière municipale avec Haringey traverse la station, et une de ses entrées se trouve dans celui-ci.